# Ni contigo ni sin ti (canción)
«Ni contigo ni sin ti» es una canción del grupo español Fangoria, compuesta para su quinto álbum de estudio El extraño viaje (2006). Las compañías Warner Music, +Más y DRO la publicaron como el segundo sencillo del álbum el 13 de febrero de 2007 y figuró posteriormente en su reedición El extraño viaje revisitado (2007). Compuesta por Alaska, Nacho Canut y Juan Carlos Moreno, y producida por los dos primeros; «Ni contigo ni sin ti» es una canción de rock electrónico, cuya letra trata sobre estar atrapado en una relación contradictoria.

## Vídeo musical
El vídeo musical, dirigido por Juan Antonio Bayona, consiste en que Nacho es raptado, al parecer por Topacio y Andy. Entonces, con alguna especie de aparato, le envía una señal a Alaska, que se encuentra viajando por el espacio con su nave espacial y aterriza en la luna. Al bajarse de la nave, destruye con su zapato de tacón la huella que allí había dejado Neil Amstrong; es entonces cuando recibe la señal de Nacho y toma rumbo a la Tierra para rescatarlo. Antes de acudir en su rescate, se reúne primero con Nancy O, que se encuentra jugando a disparar a unas latas con una escopeta cuando la gran nave espacial pasa por encima de ella, y Alaska por teletransportación se baja de su nave y aparece a su lado, y fulmina con su arma (que en realidad es una pistola de agua) una de las latas con las que estaba jugando Nancy O. Luego, Alaska y Nancy O se reúnen con Super Pussy y las tres juntas hacen un recorrido en coche por Estados Unidos. Una vez llegadas al lugar donde se encuentra Nacho, Alaska fulmina con la misma arma de antes a Topacio y Andy. También hay algunos planos en los que se ve a Nacho y Alaska hablando por teléfono, y otros en los que sale una serpiente. Todas las personas que aparecen en el vídeo van vestidas con prendas color naranja.
En algunos de los planos se ve a Alaska haciendo playback con la canción.

## Lista de canciones y formatos
| Sencillo en CD publicado en España y México |                                 |          |  |
| N.º                                         | Título                          | Duración |  |
| 1.                                          | «Ni contigo ni sin ti»          | 3:47     |  |
| 2.                                          | «Sorry, I'm a Lady» (con Dover) | 4:50     |  |